# Отпадък
Отпадъкът (още смет или боклук) е ненужен, неизползваем или нежелан материал. Различните видове отпадъци варират в зависимост от технологиите и развитието на обществото. Някои от тях представляват ценна суровина и могат да бъдат рециклирани (сметопреработени).
Боклуците са естествен продукт на много дейности и производства. Най-опасният вид са радиоактивните отпадъци, получавани вследствие работата на атомни електрически централи. Следват биологичните и химични медицински отпадъци и най-накрая битови отпадъци. Много от тях имат негативен ефект върху заобикалящата среда. С усъвършенстване на цивилизацията и следствие на индустриализацията количеството на боклука се увеличава с бързи темпове.
Сметоизвозването става със специални камиони снабдени с различни съоръжения за захващане и изпразване на боклукчийските кофи.
Строителните отпадъци и отпадъците от ремонтни дейности не трябва да се изхвърлят в обикновените кофи за боклук или в някои от контейнерите за разделно събиране на отпадъци. За целта се използват специални контейнери за събиране на строителни отпадъци, които впоследствие се изхвърлят на специализирани сметища.

## Видове
Според българското законодателство отпадъците се делят на:
- Битови отпадъци
- Производствени отпадъци
- Строителни отпадъци
- Опасни отпадъци
- Радиоактивни отпадъци
- Отпадъчни газове, изпускани в атмосферния въздух
- Земя, включително неизкопана замърсена почва и трайно свързани със земята сгради
- излезли от употреба експлозиви
- фекална материя
- отпадъчни води
- странични животински продукти
- трупове на умрели животни, свързани с предотвратяването на болести
- отпадъци свързани с минното дело
- седименти, свързани с управлението на водите и водните обекти или предотвратяване на наводнения или намаляване на последствията от наводнения и засушаване или рекултивация на земи

Други видове отпадъци са:
- Космически отпадъци
- Отпадъци и замърсено море и океани

## Разделно събиране на отпадъците
Разделното събиране на отпадъците е задължително в България от 2003 г. Моделите за разделно събиране на отпадъци в страната са:
| Двуконтейнерен модел |                           |                           |
| зелен контейнер      | жълт контейнер            | жълт контейнер            |
| стъкло               | хартия, пластмаса и метал | хартия, пластмаса и метал |
| Триконтейнерен модел |                           |                           |
| зелен контейнер      | син контейнер             | жълт контейнер            |
| стъкло               | хартия                    | пластмаса и метал         |

## Приложение
Отпадъците могат да бъдат сортирани и преработвани в гориво от твърди отпадъци (RDF).